# Xenocerini
Xenocerini es una tribu de coleópteros polífagos de la familia Anthribidae. Contiene los siguientes géneros:

## Géneros
- Deuterocrates Labram & Imhoff, 1840
- Eothaumas Jordan, 1945
- Hybosternus Jordan, 1945
- Paecilocaulus Fairmaire, 1881
- Peribathys Jordan, 1937
- Xenocerus Schönherr, 1933